# المشعب (إب)

تعديل مصدري - تعديل

المشعب هي إحدى قرى عزلة ثواب اعلى بمديرية إب التابعة لمحافظة إب، بلغ تعداد سكانها 788 نسمة حسب تعداد اليمن لعام 2004.